# Margari
Margari (macedónul: Маргари) település Észak-Macedóniában, a Pelagonijai körzet Dolneni járásában.

## Népesség
| Lakosok száma | 361  | 398  | 367  | 200  | 82   | 33   | 35   | 27   | 7    |
|               | 1948 | 1953 | 1961 | 1971 | 1981 | 1991 | 1994 | 2002 | 2021 |

2002-ben 27 lakosa volt, akik mindannyian macedónok.